# Tachygyna alia
Tachygyna alia là một loài nhện trong họ Linyphiidae. Chúng được Alfred Frank Millidge miêu tả năm 1984.